# Thomas Buchanan (Informatiker)

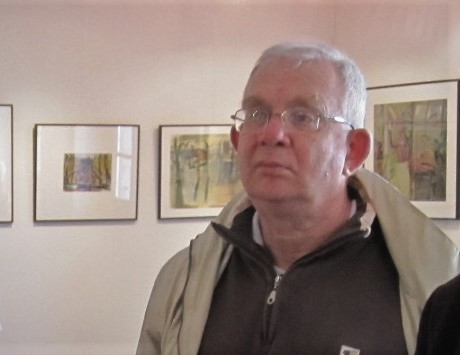
Thomas Buchanan (2012)

Thomas „Tom“ Buchanan [bju:kænen] (* 22. Juni 1942 in New York City) ist ein amerikanisch-deutscher Informatiker. Er ist Professor für grafische Datenverarbeitung.

## Leben
Thomas (Tom) Buchanan wurde 1942 in den USA geboren. Er besuchte in New York City die St. Thomas Choir School – eine Einrichtung, die mit der Thomasschule zu Leipzig vergleichbar ist. Nach Schulabschluss begann er zunächst ein Studium an der Universität Deleware. Dann folgte ein dreijähriger Dienst bei der U. S. Army, während dessen er vorwiegend in Stuttgart stationiert war. Nach dem Militärdienst kehrte er wieder in die USA zurück. Hier arbeitete er bei der Firma DuPont im Forschungszentrum als Chemotechniker in einer Abteilung für anorganische Synthese.
1967 ging er wieder in die Bundesrepublik Deutschland, um an der Universität Tübingen ein Mathematikstudium aufzunehmen. Nach dem erfolgreichen Abschluss als Diplom-Mathematiker erarbeitete er eine Dissertation und promovierte 1979 an der Universität Erlangen-Nürnberg auf dem Gebiet Mathematik (Gutachter/Berichterstatter: Karl Strambach, Peter Plaumann).
Nach seiner Promotion wechselte er nach Darmstadt und arbeitete in der freien Wirtschaft bei verschiedenen Softwarehäusern. Von 1981 bis 1989 war er im ehemaligen Geschäftsbereich Fernsehanlagen der Firma Robert Bosch GmbH tätig, wo er spezielle Software für industrielle Bilderkennungssysteme entwickelt hat. Anschließend arbeitete er für das englische Softwarehaus Logica in einer deutschen Niederlassung.
1994 wurde Thomas Buchanan als Professor für Informatik mit der Spezialisierung auf grafische Datenverarbeitung an die damalige Fachhochschule Merseburg berufen, die sich später zur Hochschule Merseburg entwickelte. 1995 erfolgte der Umzug der Familie nach Merseburg bei Halle (Saale) in Sachsen-Anhalt.
Seine akademische Lehre bezog sich hier auf die Fachgebiete Logik, Algebra, Geometrie, Computergrafik, Bildverarbeitung, Software-Engineering, Künstliche Intelligenz (KI).
Die Forschungsarbeiten von Buchanan umfassten als Schwerpunktgebiet das „Computersehen“, also den Rechnereinsatz in Verbindung mit Videokameras für die Entwicklung eines automatischen Systems für das technische Sehen mit diversen Anwendungen, wie z. B. bei mobilen Robotern. Das Hauptinteresse von Buchanan lag hierbei in der Gewinnung von räumlichen Modellen (3D) aus zweidimensionalen Bildern (Photogrammetrie), insbesondere mit Anwendung der algebraischen Geometrie bei den Algorithmen zur Bildauswertung. Speziell befasste er sich mit der Geometrie von Geraden im dreidimensionalen Raum sowie Algorithmen zur Auswertung von Bildern für Szenen, die Geraden enthalten.

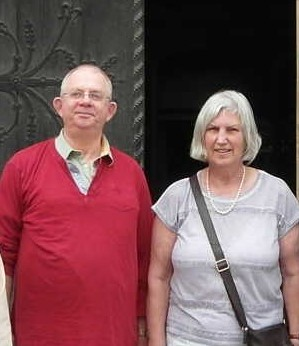
Thomas und Irene Buchanan (2017)

Thomas Buchanan ist mit der promovierten Biologin sowie freiberuflichen Malerin, Grafikerin und Zeichnerin Irene Buchanan verheiratet, das Ehepaar hat eine Tochter und einen Sohn. Buchanan ist ein leidenschaftlicher Orgelspieler, und er bespielt besonders die in Merseburg vorhandenen Kirchen- und Domorgeln.

## Wissenschaftliche Kooperationen und Mitgliedschaften (Auswahl)
- Gesellschaft für Informatik
- Zentrum für Graphische Datenverarbeitung in Darmstadt
- Computer Society of the IEEE
- Association for Computing Machinery (ACM)
- Deutsche Mathematiker-Vereinigung (DMV)
- American Mathematical Society (AMS)
- Database Gateways: Mathematics – Computer Science

## Veröffentlichungen (Auswahl)
- The topology of the flag space of a topological projective plane with 2-spheres [spheres] as point rows. Dissertation, Universität Erlangen-Nürnberg, Fachbereich Mathematik und Physik, Erlangen 1979
- The twisted cubic and camera calibration. In: Computer Vision, Graphics and Image Processing, 1988, 42, S. 130–132.
- Critical sets for 3D reconstruction using lines. In: Computer Vision ECCV 1992. Proceedings 2nd Conf Computer Vision (S. Margherita Ligure 1992). Springer, Berlin / Heidelberg / New York 1992, S. 730–738
- On the critical set for photogrammetric reconstruction using line tokens in P(3,C). In: Geometriae Dedicata 44, S. 223–232 (1992)
- Photogrammetry and projective geometry – an historical Survey. In: Proceedings SPIE Conf. 1944 Integrating Photogrammetric Techniques with Scene Analysis and Machine Vision (Orlando FL 1993). SPIE, Bellingham WA 1993, S. 82–91
- Thomas und Irene Buchanan (Herausgeber und Copyright): Irene Buchanan – Farbholzschnitte 1990–2003. 2004, 57 Seiten; iks.hs-merseburg.de (PDF; 212 MB)